# 乌尔塔多·德·门多萨
乌尔塔多·德·门多萨（英語：Diego Hurtado de Mendoza (poet and diplomat)，1503年—1575年），文艺复兴时期欧洲诗人、历史学家、翻译家、军人和外交家。他曾参与镇压格拉纳达的摩尔反抗，这使他写作了他非常重要的历史著作《格拉纳达战争》（1610年出版）。

## 扩展阅读
- 本条目包含来自公有领域出版物的文本: Chisholm, Hugh (编).  (第11版). London: Cambridge University Press. 1911.